# 金大班的最后一夜
《金大班的最後一夜》是白先勇创作于1968年的短篇小说。先后被改编成电影、舞台剧和电视剧。

## 故事概要
金兆丽是台北市「夜巴黎舞厅」的领班舞女。她原是上海百乐门舞厅的头牌舞女。如今年届四十，嫁做商人妇。在她舞女生涯的最后一天，回忆起过去二十年的种种往事。

## 相關作品
- 1984年台灣出品的電影《金大班的最後一夜》。
- 2005年上演的舞台剧，导演：熊源伟，编剧：赵耀民，作曲：陈钢，文学顾问：余秋雨，艺术总监：谢晋、吕凉，领衔主演：刘晓庆。
- 2009年播出的电视剧《金大班》，由范冰冰、周渝民主演。片頭曲由大小百合演唱。